# Alexandr Bogomóyev
Alexandr Pávlovich Bogomóyev (en ruso: Александр Павлович Богомоев; Ust Ordynski, 17 de noviembre de 1989) es un deportista ruso que compitió en lucha libre.
Ganó una medalla de oro en el Campeonato Europeo de Lucha de 2020, en la categoría de 61 kg. En los Juegos Europeos de Bakú 2015, obtuvo una medalla de oro en la misma categoría.
En diciembre de 2020 fue sancionado por dopaje con una inhabilitación de cuatro años.

## Palmarés internacional
| Juegos Europeos    | Juegos Europeos   | Juegos Europeos | Juegos Europeos |
| Año                | Lugar             | Medalla         | Categoría       |
| ------------------ | ----------------- | --------------- | --------------- |
| 2015               | Bakú (Azerbaiyán) | Medalla de oro  | 61 kg           |
| Campeonato Europeo |                   |                 |                 |
| Año                | Lugar             | Medalla         | Categoría       |
| 2020               | Roma (Italia)     | Medalla de oro  | 61 kg           |